# Блокада Западного Берлина
Блокада Западного Берлина, также в советской историографии Первый Берлинский кризис (24 июня 1948 — 11 мая 1949) — блокада Советским Союзом железнодорожных и автомобильных путей западных союзников, проходивших по территории Восточной Германии в западные секторы Берлина, находившиеся под их контролем.
Один из первых кризисов холодной войны.

## Предыстория
Когда поражение нацистской Германии и её союзников стало очевидным, правительства Великобритании, США и СССР собрались в Лондоне для обсуждения дальнейшей судьбы немецких территорий. 12 сентября 1944 года они подписали Лондонский протокол, по которому: 
Германия в границах, существовавших на 31 декабря 1937 г., будет разделена для целей оккупации на три зоны, по одной из которых будет отведено каждой из трех держав, а также будет выделен особый район Берлина, оккупируемый совместно тремя державами.
В ходе Ялтинской конференции (4—11 февраля 1945 года) Уинстон Черчилль, Франклин Рузвельт и Иосиф Сталин пересматривают лондонские соглашения, касающиеся Германии, с целью предоставить Франции возможность участвовать в «разделе», выделив ей отдельную зону на территориях британской и американской зоны. В итоге Берлин также был разделён на четыре зоны оккупации, и получил особый статус. Основной целью было «уничтожение германского милитаризма и нацизма и создание гарантии в том, что Германия никогда больше не будет в состоянии нарушать мир всего мира».
Когда 8 мая 1945 года в Европе была принята капитуляция нацистской Германии, советские войска и их западные союзники занимают позиции в зонах, предусмотренных соглашениями. Берлин, находящийся в самом центре советской зоны, согласно договору, разделён на 4 сектора оккупации. С 17 июля по 2 августа 1945 года Потсдамская конференция определяет первые шаги по послевоенному восстановлению, однако напряжение между союзниками уже начало ощущаться. Так, советские войска, первыми оккупировавшие Берлин, начинают демонтировать и вывозить оборудование фабрик и заводов, тогда как никаких соглашений о репарации со стороны Германии, так же как и об условиях её выплаты, подписано не было. Гарри Трумэн, ставший президентом США после смерти Франклина Рузвельта, Иосиф Сталин и Уинстон Черчилль (в ходе конференции заменённый новым британским премьер-министром Клементом Эттли) постановили, что каждая из держав, принимающая участие в оккупации, вправе взимать репарации в зоне своего контроля при условии, что немецкая экономика остаётся способной к существованию. Также была предусмотрена ликвидация немецкой тяжёлой промышленности. В ноябре 1945 года подписанное союзниками соглашение позволило свободный облёт советской зоны в рамках воздушных коридоров, что позволяло связывать французскую, английскую и американскую зоны с соответствующими им секторами оккупации в Берлине.

## Разногласия союзников

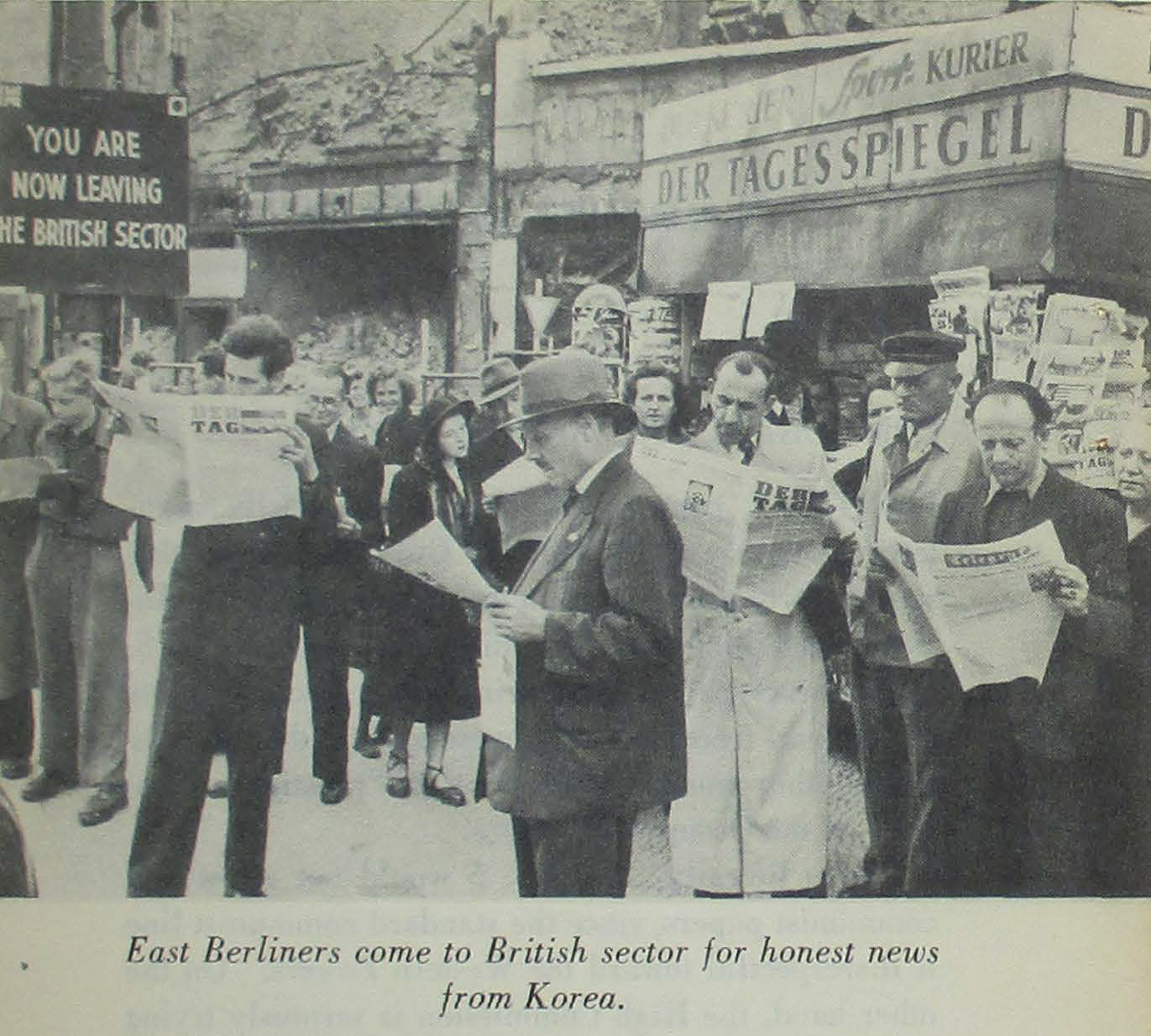
Жители Восточной Германии пришли к Британским киоскам для честных новостей о Корее

Западные союзники пришли к выводу, что вопреки заключенным соглашениям, которые провозглашают свободу выбора политического строя для каждой нации, СССР намерен на оккупированных его войсками территориях навязывать коммунизм, чтобы создавать таким образом зону влияния, увеличивающую стратегическую глубину при защите советской территории от потенциального нападения с запада. Первым, кто предостерегает «свободный мир» об угрозе, которую представляет советская экспансия, стал Уинстон Черчилль в его знаменитой Фултонской речи, произнесённой в США в марте 1946 года, в которой он провозглашает «железный занавес». Джордж Кеннан, номер два американского посольства в Москве, отправляет в феврале 1946 года послание, известное под названием «Длинная телеграмма», опубликованное в июле 1947 года в журнале Foreign Affairs. Он информирует Вашингтон о тоталитарной натуре сталинского режима и его склонности безостановочно находить нового врага, подвергая, таким образом, опасности свободу народов. Он советует ужесточить американскую политику по отношению к СССР.

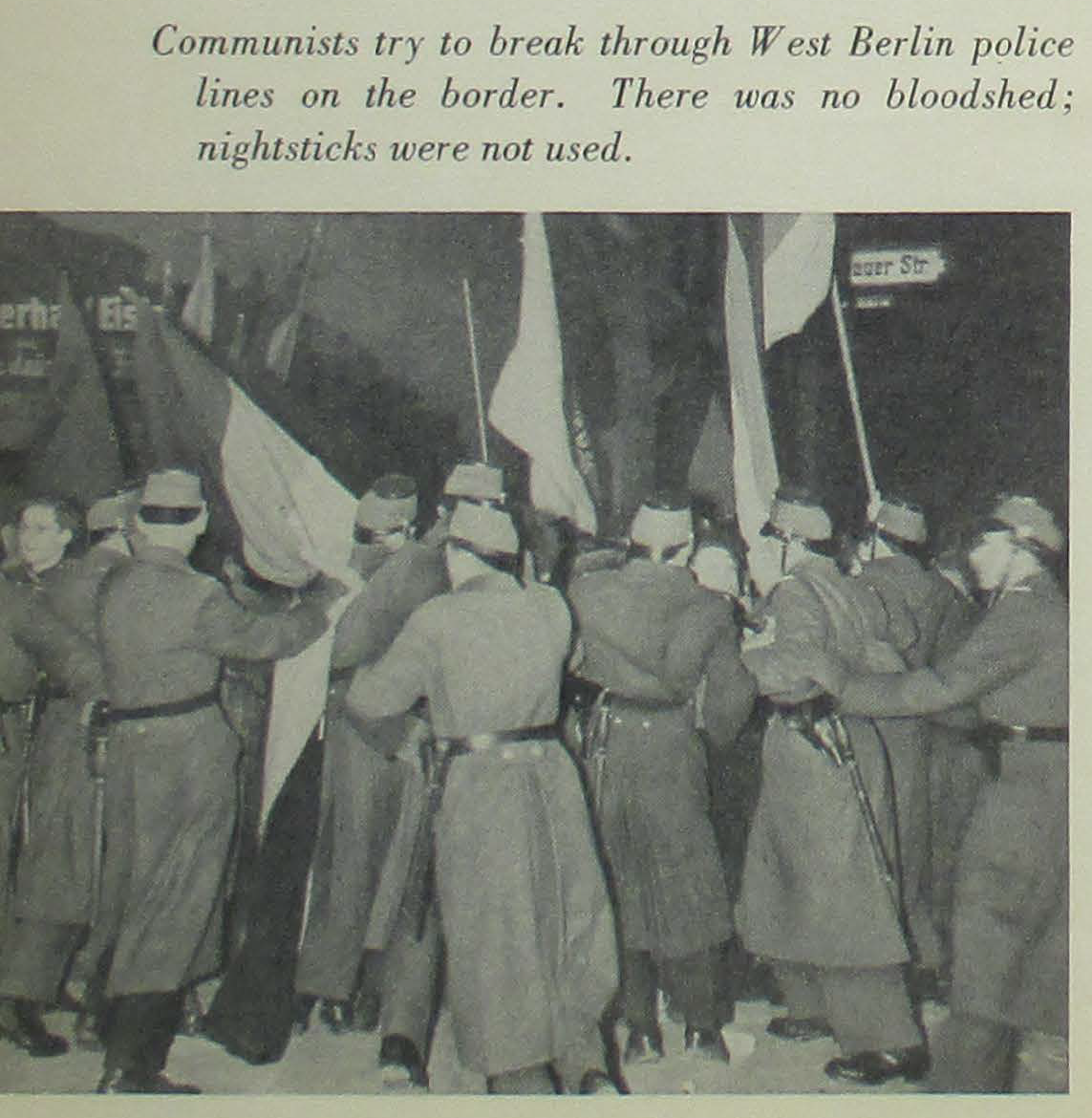
Коммунистический манифест пытается прорвать оцепление западногерманской полиции. Остановлен без кровопролития, без использования полицейских дубин

Советский Союз реагирует в лице Николая Новикова, советского посла в Вашингтоне. В телеграмме, датированной 27 сентября 1946 года, он подвергает критике американскую политику и отмечает желание американцев господствовать над миром. Он утверждает, что американский империализм вскоре покажет себя, в том числе и финансовой помощью, предоставленной в интересах контроля над экономикой развивающихся стран, ростом военного бюджета и созданием новых военных баз во всём мире. Новиков уверяет, что этот империализм будет всегда сталкиваться с СССР, единственным государством, которое сохранило свою независимость по отношению к США.

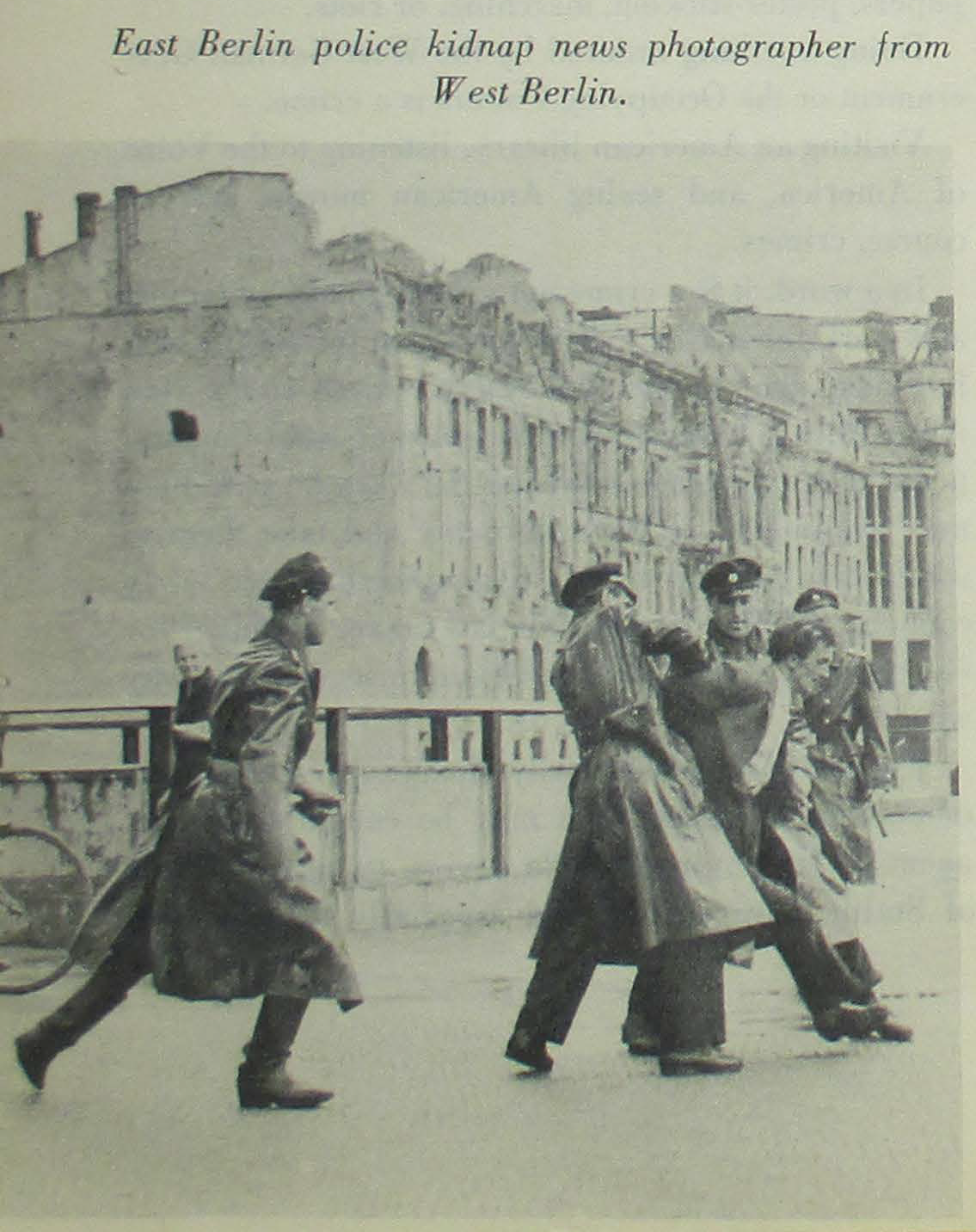
Восточногерманская полиция похищает западного фотокорреспондента с территории Западного Берлина

Американское правительство, следуя доктрине Трумэна, решает «поддерживать свободные народы, которые сопротивляются агрессии вооруженного меньшинства или внешнему давлению». Практическим применением этой политики стала политика сдерживания — утверждение плана Маршалла, по которому, начиная с 1948 года, шестнадцати странам предоставлялись ссуды в качестве помощи в промышленном восстановлении и проводились бесплатные поставки продуктов. Советский Союз не устроили условия предоставления помощи по плану. Он отказывается от неё и призывает страны, находящиеся под советским влиянием, действовать так же.
На объявление Плана Маршалла СССР реагирует созданием Коминформа, роль которого — связать представителей различных коммунистических партий, и, таким образом, эффективнее противостоять экспансии США. Именно по случаю этого собрания Андрей Жданов озвучивает официальную позицию Советского Союза относительно того, что ныне принято называть холодной войной. Жданов разоблачает американский империализм и утверждает, что «поскольку большинство [европейских] социалистических партий … ведет себя как агенты империалистических кругов Соединенных Штатов Америки, именно коммунистическим партиям выпала историческая роль возглавить сопротивление». Коммунисты должны «поддерживать все патриотические элементы, которые отказываются терпеть, чтобы их стране наносили вред, и желающие бороться против порабощения их родины иностранным капиталом и за сохранение национального суверенитета своей страны», а также «быть руководящей силой, увлекающей вместе с собой все антифашистские элементы, которые ценят свободу, на борьбу против новых американских экспансионистских планов порабощения Европы.». По мнению французских историков Сержа Берштайна и Пьера Мильза, это означает, что коммунисты должны постараться прийти к власти во всех государствах, где они присутствуют. Мир отныне разделен на два непримиримых лагеря. Февральские события в Чехословакии 25 февраля 1948 года ещё больше усиливают напряжение: президент Чехословацкой республики Эдвард Бенеш после двух недель напряжённого давления со стороны Советского Союза вынужден уступить власть коммунистам и их руководителям, Клементу Готвальду и Рудольфу Сланскому.

## Германия в центре зарождения холодной войны
С началом холодной войны Москва желает использовать немецкую территорию как безопасную зону для защиты своих западных границ. Советский Союз поддерживает местную коммунистическую партию, держа под строгим контролем другие партии (однако не запрещая их), и помещает коммунистов на ключевые посты своей зоны. Начиная с 1948 года, крупные предприятия советской зоны оккупации национализированы, что представляет собой 40 % промышленного производства; большие владения разделены, политические противники ограничены в действиях, а свобода слова в средствах массовой информации отменена. Между тем на начальном этапе Сталин не желал раздела страны. Существует мнение, что СССР надеялся получить возможность эксплуатации Рурского угольного месторождения.
В англо-американской зоне американцы с 1945 года бесплатно раздают немцам продукты питания. Опасаясь советской экспансии, американцы и англичане желают поскорее добиться перезапуска немецкой экономики. Запад заинтересован в том, чтобы побеждённая страна оплачивала репарации, а это требовало наличия производительной экономики. Таким образом, план Маршалла применялся и к этой части побеждённой Германии. Общая помощь Западной Германии оценена приблизительно в 4 миллиарда американских долларов. К тому же восстановление экономически сильного демократического немецкого государства становится необходимым, чтобы преграждать путь наступающему с Востока коммунизму.
1 января 1947 года американские и английские власти, без уведомления советской стороны, путём экономического слияния своих зон, решают создать так называемую Бизонию. Таможенные барьеры между обеими зонами отменены с целью благоприятствовать экономическому развитию. По итогам Лондонской конференции весной 1948 года, в результате присоединения французской зоны оккупации, Бизония становится Тризонией и включается в экономическую организацию Западной Европы. Шесть западных государств, принимающих участие в Лондонской конференции, готовят денежную реформу Западной Германии. Они рекомендуют германской администрации подумать о создании демократического правительства. В знак протеста против односторонних соглашений 20 марта 1948 года Советский Союз покидает Контрольный совет, тем самым положив конец четырёхстороннему управлению.

## Введение новой валюты
После проведения союзниками в своей оккупационной зоне 20 июня 1948 денежной реформы (замена старой обесценившейся рейхсмарки на новую марку), советские оккупационные власти в свою очередь 23 июня 1948 провели аналогичную денежную реформу в Восточной зоне. Так как экономические идеологии стран-победительниц кардинально расходились, советские оккупационные власти закрыли границы, полностью блокировав тем самым и Западный Берлин, находившийся внутри зоны советской оккупации.
В период между 31 марта и 10 апреля 1948 года СССР потребовал, чтобы все поезда, идущие в Берлин из западных зон, подвергались досмотру. Впоследствии, 12 июня, из-за ремонтных работ было прекращено дорожное сообщение с Западным Берлином, затем 21 июня прекратилось речное сообщение, и 24 июня — по «техническим причинам» — железнодорожное сообщение.

## Установление блокады

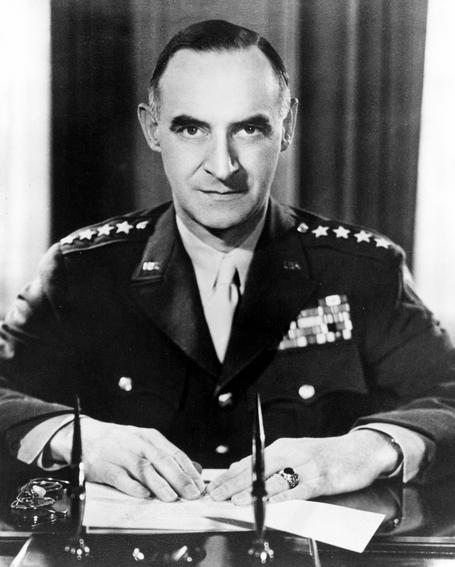
Генерал Люсиус Д. Клей

Чтобы показать своё несогласие с денежной реформой, проводимой союзниками, а также с вероятным созданием западного немецкого государства, СССР нарушил связь между Берлином и западными зонами. Первые признаки блокады проявились 1 апреля 1948 года. Американский персонал, следующий транзитом через советскую зону, был остановлен для проверки документов и аккредитации. Генерал Гейли, начальник штаба американской военной администрации, выразил протест против этой меры, которая противоречила установленной с 1945 года традиции. Но это не помешало советским оккупационным властям усиливать ограничения. Отныне ни один товарный состав не мог покинуть Берлин по железной дороге. Американцы колебались между решительностью и боязнью обострения конфликта, способного привести к войне. Люсиус Клей, глава администрации американской зоны оккупации, настаивал на необходимости противостоять СССР. Западные силы присоединились к его точке зрения, и тогда Советский Союз ещё больше усилил давление на коммуникации между Берлином и Западным сектором Германии. В начале июня немецкие граждане для въезда в советскую зону вынуждены получать специальное разрешение.

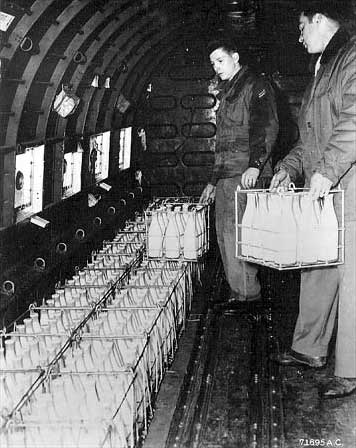
Погрузка молока в самолёт, направляющийся в Западный Берлин

20 июня 1948 года три западные зоны принимают немецкую марку взамен старых оккупационных денег. Этой денежной реформой Запад экономически отрывает Тризонию от советской зоны. Реформа необходима для того, чтобы вывести из оборота валютный излишек, устранить чёрный рынок, а также стимулировать производство. Сталин выступает против этой реформы, считая её нарушением Потсдамского соглашения, по которому все четыре оккупационных державы сохраняют коллективный суверенитет над Германией. Между тем Запад желает провести эту реформу в Берлине. После отказа советской стороны союзники принимают решение с 24 июня реформировать денежную систему только в подконтрольных им секторах бывшей столицы Рейха. При этом каждому немцу меняли только 60 рейхсмарок по курсу 1:1, причём 40 марок меняли немедленно, а 20 лишь через два месяца. Половину сбережений каждый мог поменять уже по курсу 1:10, вторая, замороженная, половина позже менялась по курсу 1:20. А пенсии, зарплаты, платежи и налоги пересчитывались 1:1. В итоге в Берлине входят в оборот две совершенно разные валюты. Немцы, которым предложили поменять свои сбережения по курсу 1:10 и 1:20, начали стараться их истратить там, где эти деньги ещё ходят. То есть — в советской зоне оккупации. В «восточной» зоне с полок сметалось все, главное было истратить деньги.
В ответ на это советские силы блокируют весь железнодорожный и речной транспорт на въезде в Берлин. Прекращается подача электроэнергии в западную часть города. Поводом к таким действиям являлись якобы присутствовавшие технические неполадки на железнодорожном полотне. Что касается блокады автотранспорта, то это было вызвано необходимостью помешать прибытию в Берлин новых западных денег, что было бы пагубно для экономики советского сектора.

### Воздушный мост
24 июня 1948 года блокада становится абсолютной, что является полным нарушением четырёхстороннего соглашения, по которому снабжение Берлина осуществляется общими усилиями. Снабжение по воздуху остаётся единственным возможным путём доставки продовольствия в блокированные зоны.

Берлинцы наблюдают за посадкой «изюмного бомбардировщика». 1948 год

Поэтому западными союзниками был организован воздушный мост, по которому американская и британская транспортная авиация снабжала население города. Блокада продолжалась год. Согласно В. Беспалову, в современном (2007) массовом сознании[что?] установилась довольно однобокая точка зрения на эти события: сплошная блокада Западного Берлина обрекла на голодную смерть 2,5-миллионное население города, спасённое лишь благодаря установлению американскими и британскими ВВС «воздушного моста», по которому было переправлено основное количество продуктов питания для немецких граждан.
Советская сторона предпринимала попытки облегчить положение немецкого населения города, оказавшегося невольным заложником возникшего противостояния. Перемещение гражданских лиц из западных секторов города в восточный было ограничено СВАГ лишь на 5 дней (с 24 по 29 июня) с целью упорядочения процесса обмена старых денежных знаков на новые в восточном секторе. Далее население могло без каких-либо препятствий покупать всё необходимое в советском секторе. Склады, которые находились в западных секторах города, могли в течение этих 5 дней полностью обеспечить потребности граждан. На складах скопилось большое количество продовольственных запасов, в частности зерна, принадлежащего СВАГ, но военная администрация западных секторов блокировала доставку продуктов, предназначенных для всего города, и использовала их только для снабжения западных секторов. Собранных на этих складах продовольственных резервов хватило, чтобы обеспечить жителей западных секторов по установленным рационам на два месяца (июль и август).
Однако Немецкое информационное агентство Советской оккупационной зоны в первый же день ограничений предупредило о возможности перебоев с продовольственным снабжением гражданского населения. Уже 14 июля 1948 г. в официальной ноте советского правительства правительству США было заявлено, что «Советское командование неизменно проявляло и проявляет заботу о благосостоянии и обеспечении нормального снабжения берлинского населения всем необходимым и стремится к скорейшему устранению затруднений, возникших в последнее время в этом деле».

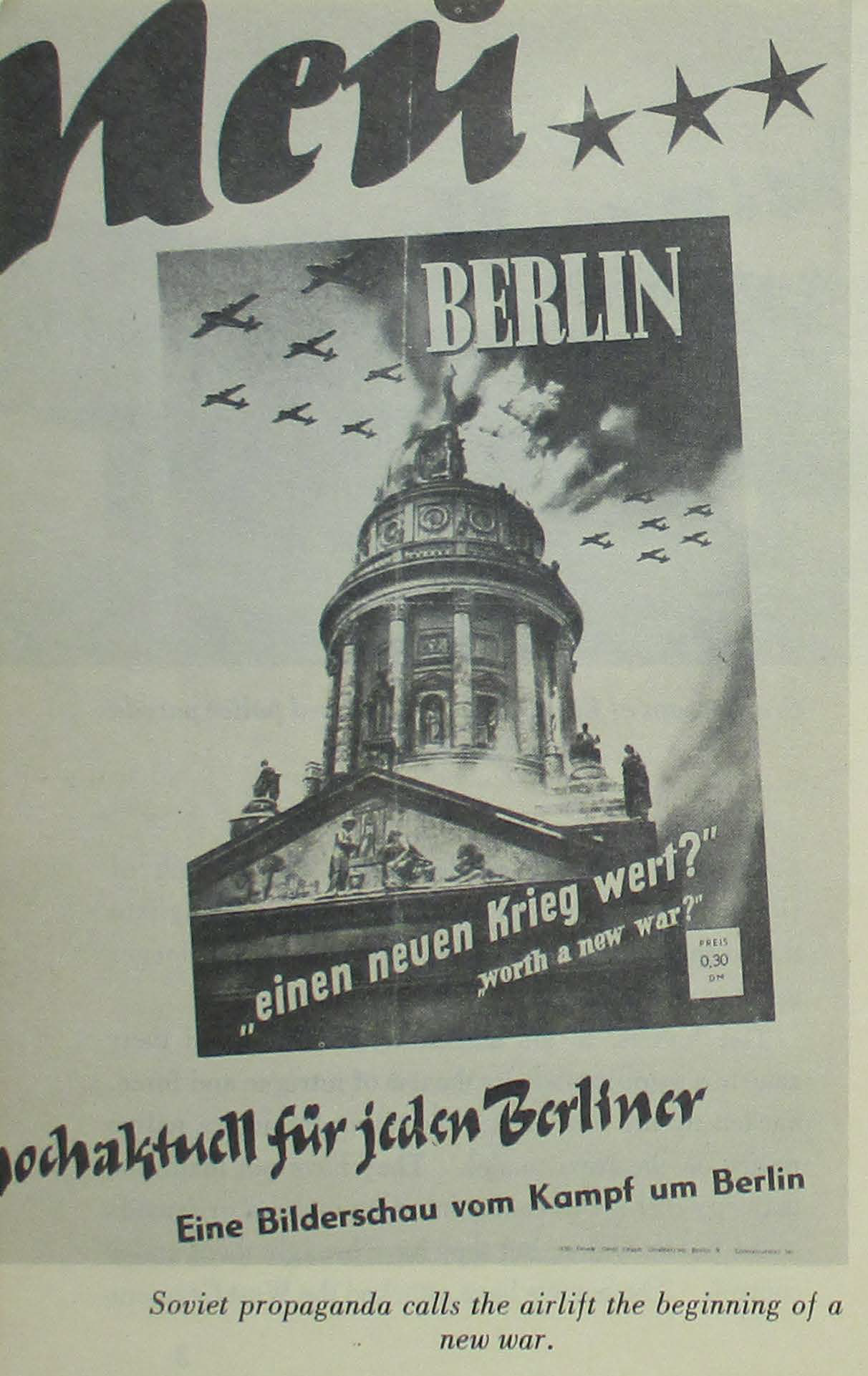
Советский пропагандистский плакат, называющий воздушный мост «развязыванием новой войны»

20 июля Информбюро СВАГ заявило, что СВАГ гарантирует улучшение продовольственного положения западных секторов города посредством снабжения их всем необходимым. С этой целью она сразу же выделяла из своих государственных резервов 100 тыс. тонн зерна. Население западных секторов на свои продовольственные карточки, а также на деньги, обращающиеся в советском секторе, могло получать продукты в магазинах советских секторов по нормам, установленным в советской зоне, которые были выше западных. Через две недели, 3 августа 1948 г., вышел приказ СВАГ «О поставке в Германию из СССР 100 тыс. тонн зерна для снабжения гор. Берлина», в котором предписывалось «произвести перевозку зерна морем за счет уменьшения вывоза в июле-августе 1948 года на 25 тыс. тонн металлолома и на 25 тысяч тонн репарационных грузов из Германии». 24 июля 1948 года комендант советского сектора генерал А. Котиков в продолжение гарантий СВАГ от 20 июля издал приказ «О снабжении продовольствием жителей западных секторов Берлина через продовольственные магазины советского сектора». В соответствии с ним каждый житель западных секторов мог с 26 июля по 3 августа зарегистрироваться в карточных бюро советского сектора. Советский комендант также обязал продовольственные органы берлинского магистрата следить за исполнением этих поручений и выдачей карточек посредством назначения новых ответственных сотрудников в отделе снабжения магистрата. Западные коменданты через четыре дня издали контрприказы с запретом проводить какие-либо изменения в органах магистрата, касающиеся отдела снабжения.
На территории советского сектора находилось 2800 продовольственных магазинов различных видов. Большое количество этих магазинов было развернуто непосредственно возле границы с западными секторами. Таким образом, жители западных секторов могли получать продукты питания в советском секторе по карточкам, которые им выдавались не только в своих секторах, но и в советском.
17 августа Информбюро СВАГ заявило об обеспечении углем населения всех четырёх секторов Берлина. Вследствие принятых СВАГ мер жители всех секторов Берлина только во второй половине августа получили 60 тысяч тонн угольных брикетов и большое количество дров. Двадцать шестого августа СВАГ распорядилась о выдаче с 1 сентября 1948 года молока всем детям до 14 лет из западных секторов, зарегистрированным в восточном секторе. Всего выделялось 55 тысяч литров молока.
Снабжение города через «воздушный мост» позволило доставить в город, по последним данным, 2 031 746,5 тонны грузов, из них на уголь, бензин, жидкое топливо и военные грузы приходилось 80 %. Продовольствия же за период с июня 1948 года по май 1949 года было доставлено 488 088,1 тонны, то есть 20 % от общего количества грузов.
По линии СВАГ, а также из Польши, Чехословакии, Голландии и через рынки земли Бранденбург в Западный Берлин только в августе — октябре (то есть за три месяца) 1948 г. было завезено около 383 тыс. тонн продовольственных грузов, что составляло ¾ от всего объёма продовольствия, перевезенного по «воздушному мосту» за десять месяцев. Ежедневно из советской зоны по официальным каналам в Западный Берлин поступало до 900 тонн продуктов, не считая угля, текстильных и других товаров (одежда, обувь и пр.).
В этой связи ряд российских авторов полагают блокаду Западного Берлина и её прорыв по воздушным мостам чисто пропагандистской акцией Запада, направленной на подготовку общественного мнения к окончательному расколу Германии и созданию ФРГ. Таким образом, делается попытка дезавуировать объективный факт: осуществление блокады города путем полного перекрытия автомобильного, железнодорожного и речного сообщения.
Британская газета Daily Mail в те дни писала: «Берлинцы, если они примут предложения о поставках советского правительства, осмеют наши усилия и наш воздушный мост, а наше присутствие сделают бесполезным».

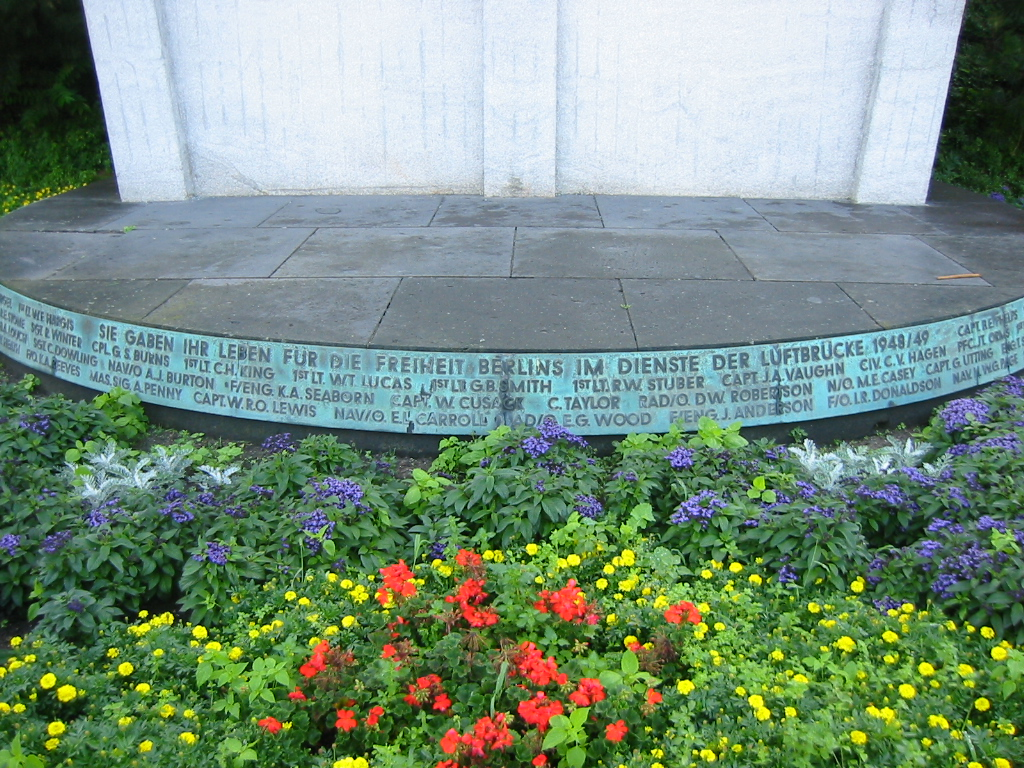
Памятник погибшим лётчикам в аэропорту Берлин — Темпельхоф. Подпись: «Они отдали свои жизни за свободу Берлина в ходе Берлинского воздушного моста 1948/49»

Меры, принятые западными властями, значительно затрудняли поставки из советского сектора и получение продовольствия жителями западных секторов. К началу 1949 г. из насчитывавшего 2,6 миллиона населения западных секторов в карточных бюро советского сектора зарегистрировалось 100 тыс. человек, то есть 3,84 % от общего населения Западного Берлина. Но даже это число свидетельствует о попытках населения воспользоваться предложениями СВАГ.
Всего в блокированный Западный Берлин было совершено 278 228 полётов транспортной авиации, доставлено 2 326 406 т грузов.
- За время операции «воздушный мост» случилось немало ЧП, во время которых погибли 31 американский и 39 британских лётчиков, 13 граждан Германии.
- Одним из примечательных эпизодов этой кампании стал сброс на парашютах сладостей для детей осаждённого Берлина («Изюмная бомбардировка»).

## Итоги
Итогом этого берлинского кризиса стало резкое ухудшение общественного мнения западных стран об СССР, а также ускорение подготовки к объединению в мае 1949 года земель, находившихся в западной зоне оккупации, в Федеративную Республику Германии, при этом Западный Берлин стал автономным самоуправляемым городом, связанным наземным транспортным коридором с ФРГ. В ответ на это в октябре 1949 года в советской зоне оккупации была создана Германская Демократическая Республика.
На случай новой блокады Сенат Берлина принял решение о создании запасов продовольствия и товаров народного потребления первой необходимости, получивших название «Сенатский резерв».